# Pentax MZ-7
Pentax «MZ-7» — малоформатный однообъективный зеркальный фотоаппарат с автофокусом, выпускавшийся с 1999 до 2001 года в чёрном и чёрно-серебристом исполнении. В США фотоаппарат известен под названием «ZX-7» и производился в чёрно-серебристом исполнении.

## Основные характеристики
- Режимы: M(ручной), Av(приоритета диафрагмы), Tv (приоритет выдержки), P(режим программной линии), Auto-Picture, Paction, Pclose-up, Plandscape, Pnight-scene и Pportrait.
- Встроенный TTL-экспонометр.
- Экспокоррекция ±3 EV с шагом 1/2 EV.
- Блокировка экспозиции.
- Автоспуск — 12 сек.
- Электронный затвор из металлических ламелей с  вертикального действия с электромагнитным спуском 30 — 1/2000 сек, В.
- Питание 6 Вольт: 2 элемента CR2. В датирующей крышке используется один 3-вольтовый литиевый элемент типа CR2025. Дополнительно может быть использован батарейный блок «Fg» с 4 элементами AA.
- Моторная протяжка плёнки с возможностью серийной съемки до 2 к/сек.
- Обратная перемотка плёнки. Функция может срабатывать автоматически при окончании плёнки или включаться вручную.
- Отображение выдержки и значения диафрагмы в видоискателе.
- ЖКИ-дисплей на верхней панели корпуса.
- Работа от пульта дистанционного управления.
- Диоптрийная коррекция видоискателя от -2 до +1.
- Возможность установки датирующей задней крышки DATA BACK FG, которая имеет функцию установки текущей даты или времени на кадре в момент съемки.
- Панорамная съемка в формате 13х36мм - (только для камер, которые выпускались с установленной на заводе задней крышкой DATA BACK FG).

## Совместимость
«MZ-7» может работать с любыми объективами Pentax. Необходимо учесть лишь несколько нюансов:
- существуют объективы рассчитанные для использования с APS-C-камерами. Такие объективы дадут сильнейшее виньетирование;
- с объективами оснащёнными креплением KAF3 и KF не будет работать автофокус. Подтверждение фокусировки работать будет.